# Chełmonie
Chełmonie [pronunciación en polaco: /xɛu̯ˈmɔɲɛ/] es un pueblo ubicado en el distrito administrativo de Gmina Kowalewo Pomorskie, dentro del Distrito de Golub-Dobrzyń, Voivodato de Cuyavia y Pomerania, en el norte de Polonia central. Se encuentra a 6 kilómetros al sur de Kowalewo Pomorskie, a 10 kilómetros al oeste de Golub-Dobrzyń, y a 23 kilómetros al noreste de Toruń.